# Dichaetomyia rangeri
Dichaetomyia rangeri är en tvåvingeart som först beskrevs av Zielke 1973.  Dichaetomyia rangeri ingår i släktet Dichaetomyia och familjen husflugor.
Artens utbredningsområde är Madagaskar. Inga underarter finns listade i Catalogue of Life.